# Лоховые
Ло́ховые (лат. Elaeagnáceae) — семейство цветковых растений из порядка розоцветных (Rosales). Деревья и кустарники, объединяемые в три рода — лох (Elaeagnus), облепиха (Hippophae) и шефердия (Shepherdia). Многие виды культивируются человеком. Узколистный лох формирует в долинах рек засушливых регионов Азии характерные сообщества — лоховые тугаи.

## Распространение
Область максимального видового разнообразия — Юго-Восточная и Восточная Азия. Сравнительно небольшое число видов распространено в Средней и Западной Азии, Южной Европе, а также в Северной Америке. На юге область распространения простирается через острова Зондского архипелага до северо-востока Австралии. Отдельные виды используются человеком в качестве декоративных насаждений или пищевых культур за пределами естественных ареалов.

## Ботаническое описание
Кустарники или невысокие деревья, часто с колючками побегового происхождения. Большинство представителей — вечнозелёные растения с кожистыми листьями, хотя широко распространены и листопадные виды. Молодые побеги и листья покрыты чешуйками или волосками, которые придают растению серебристо-зелёную окраску. Листья обычно очерёдные (у шефердии супротивные), на коротких черешках, цельные и цельнокрайные.
На корнях представителей всех трёх родов семейства развиваются клубеньки с азотфиксирующими бактериями, благодаря чему лоховые могут произрастать на бедных почвах. Некоторые виды, в том числе лох узколистный, способны адаптироваться к широкому диапазону температуры воздуха и условий увлажнения за счёт регуляции транспирации и обильного выделения камеди.

### Цветок
Цветки пазушные, одиночные либо в немногоцветковых пучках или, как у облепихи крушиновой, в коротких кистях, ось которой продолжает расти после цветения, формируя обычный побег или колючку. У лоха цветки обоеполые либо полигамные (на растении одновременно присутствуют обоеполые и мужские), у облепихи и шефердии — двудомные, очень редко обоеполые.
Цветоложе обоеполых и женских цветков вытянуто в трубку гипантия, в мужских цветках чашевидное или почти плоское. Обычно цветок тетрамерный (реже пента- или гексамерный). Околоцветник представлен только чашелистиками. У облепихи латеральные чашелистики развиты значительно хуже медиальных, в связи с чем некоторое время начиная с работ Августа Эйхлера их рассматривали как прицветнички, а цветки облепихи трактовались как димерные.
Тычинки с короткими нитями, чередуются с чашелистиками, при наличии гипантия расположены на нём. Обычно их число равно числу чашелистиков (гаплостемония), у шефердии 8 тычинок расположены в два круга (диплостемония). Гинецей монокарпный (представлен одним плодолистиком), обычно содержит единственный базальный анатропный семязачаток. Завязь верхняя: окружена гипантием, но не погружается в него. Иллюзию нижнего положения завязи усиливают расположенные на внутренней поверхности гипантия нектарники, которые окружают столбик. У шефердии крупные лопасти нектарников чередуются с тычинками в мужских цветках или окружают гинецей на уровне прикрепления чашелистиков.
Цветки лоха и шефердии обладают выраженным запахом и опыляются насекомыми, тогда как у облепихи, по-видимому, ветроопыляемые. Цветение вечнозелёных видов обычно происходит осенью, плоды созревают весной. Листопадные виды, напротив, как правило, цветут весной с осенним плодоношением.

### Плод
Плод — сфалерокарпий (от др.-греч. σφαλερός — ложный, обманчивый, καρπός — плод), или лохоплодник (также нередко называется ложной костянкой). Наружную его часть составляет сохраняющаяся цветочная трубка (гипантий). У лоха лишь наружные слои клеток гипантия формируют сочную структуру, тогда как внутренние (адаксиальные) преобразуются в механическую ткань — «косточку» (костянковидный сфалерокарпий). У облепихи и шефердии весь гипантий становится гомогенно сочным, а механическая ткань развивается во внешних слоях семенной кожуры (ягодовидный сфалерокарпий). Собственно околоплодник, развивающийся из стенки завязи, состоит из 2–3 слоёв клеток, тонкий, плёнчатый, из-за чего отнесение плодов лоховых к традиционным типам проблематично. Разными исследователями строение перикарпия трактуется как орешек, семянка, утратившая способность к вскрыванию листовка или ягода.
Распространение плодов осуществляют птицы и млекопитающие (эндозоохория), в случае облепихи заметный вклад имеет гидрохория.

## Применение
Плоды многих видов семейства (узколистный лох, многоцветковый лох, облепихи, шефердии) используют в пищу в свежем или сушёном виде, в форме варенья, киселя, алкогольных напитков, перемалывают в муку для изготовления кондитерских изделий. Листья и плоды используются в качестве лекарственных средств при расстройствах пищеварения, листья произрастающей в Гималаях иволистной облепихи заваривают аналогично чаю. Зелень крушиновой облепихи — традиционное средство в ветеринарии лошадей, где использовалось для стимуляции набора веса и улучшения внешнего вида шерсти, что получило отражение в латинском названии рода.
Обильная камедь узколистного лоха применяется при изготовлении художественных красок и клеев. Древесина этого вида устойчива к разрушению в воде, поэтому используется для строительства деревянных мостов. Кроме того, во время раннелетнего цветения он оказывается ценным медоносом, нектар которого поддерживает пчёл в начале сезона, а в определённых условиях и позволяет получать товарный мёд с характерным вкусом и запахом.

## Таксономия
Семейство включает три рода:
- typus Elaeagnus L. — Лох (включает большую часть видов семейства)
- Hippophaë L. — Облепиха (насчитывает 7 видов)
- Shepherdia Nutt. — Шефердия (насчитывает 3 вида, включая сведённый в синонимы род Lepargyrea[5]).